# Dongzha (sockenhuvudort i Kina, Zhejiang Sheng, lat 30,76, long 120,79)
Dongzha är en sockenhuvudort i Kina. Den ligger i provinsen Zhejiang, i den östra delen av landet, omkring 82 kilometer nordost om provinshuvudstaden Hangzhou. Antalet invånare är 37 945. Befolkningen består av 17 955 kvinnor och 19 990 män. Barn under 15 år utgör 14,0 %, vuxna 15-64 år 78 %, och äldre över 65 år 6,0 %.
Runt Dongzha är det tätbefolkat, med 849 invånare per kvadratkilometer. Närmaste större samhälle är Jiaxing, 3,6 km väster om Dongzha. Trakten runt Dongzha består till största delen av jordbruksmark.
Genomsnittlig årsnederbörd är 1 712 millimeter. Den regnigaste månaden är juni, med i genomsnitt 277 mm nederbörd, och den torraste är november, med 65 mm nederbörd.